# Лэмб, Моника
Моника Лэмб (англ. Monica Lamb; по мужу Пауэлл (англ. Powell); род. 11 октября 1964 года, Хьюстон, Техас, США) — американская профессиональная баскетболистка, выступавшая в женской национальной баскетбольной ассоциации. Была выбрана на драфте ВНБА 1998 года в четвёртом раунде под общим 40-м номером командой «Хьюстон Кометс». Играла на позиции центровой.

## Ранние годы
Моника Лэмб родилась 11 октября 1964 года в городе Хьюстон (штат Техас), а училась там же в средней школе Йейтс, в которой выступала за местную баскетбольную команду.